# 2015 w lekkoatletyce
2015 w lekkoatletyce – prezentacja sezonu 2015 w lekkoatletyce.
Najważniejszą imprezą sezonu były rozegrane pod koniec sierpnia w Pekinie mistrzostwa świata. Od 15 maja do 11 września na stadionach Azji, Ameryki Północnej oraz Europy rozgrywanych było czternaście prestiżowych mityngów lekkoatletycznych, czyli Samsung Diamentowa Liga IAAF.

## Zawody międzynarodowe

### Światowe
| Zawody                                    | Miejsce   | Data             | Źródło |
| ----------------------------------------- | --------- | ---------------- | ------ |
| Mistrzostwa świata                        | Pekin     | 22–30 sierpnia   | [ 1 ]  |
| Mistrzostwa świata juniorów młodszych     | Cali      | 15–19 lipca      | [ 3 ]  |
| Mistrzostwa świata w biegach przełajowych | Guiyang   | 20 marca         | [ 4 ]  |
| IAAF World Relays                         | Nassau    | 2–3 maja         | [ 5 ]  |
| Uniwersjada                               | Gwangju   | 8–12 lipca       | [ 6 ]  |
| Światowe igrzyska wojskowych              | Mungyeong | 4–8 października | [ 7 ]  |

### Międzykontynentalne
| Zawody                                    | Miejsce  | Data                | Źródło |
| ----------------------------------------- | -------- | ------------------- | ------ |
| Mistrzostwa panarabskie                   | Manama   | 24–27 kwietnia      | [ 8 ]  |
| Panamerykański puchar w chodzie sportowym | Arica    | 9–10 maja           | [ 9 ]  |
| Igrzyska panamerykańskie                  | Toronto  | 19–26 lipca         | [ 10 ] |
| Mistrzostwa panamerykańskie juniorów      | Edmonton | 31 lipca–2 sierpnia | [ 11 ] |
| Igrzyska Wspólnoty Narodów młodzieży      | Apia     | 7–9 września        | [ 12 ] |

### Kontynentalne

#### Afryka
| Zawody                                | Miejsce     | Data           | Źródło |
| ------------------------------------- | ----------- | -------------- | ------ |
| Mistrzostwa Afryki juniorów           | Addis Abeba | 5–8 marca      | [ 13 ] |
| Mistrzostwa Afryki juniorów młodszych | Moka        | 23–26 kwietnia | [ 14 ] |
| Igrzyska afrykańskie                  | Brazzaville | 13–17 września | [ 15 ] |

#### Ameryka Południowa, Północna i Karaiby
| Zawody                                   | Miejsce    | Data          | Źródło |
| ---------------------------------------- | ---------- | ------------- | ------ |
| CARIFTA Games                            | Basseterre | 3–6 kwietnia  | [ 16 ] |
| Mistrzostwa Ameryki Południowej juniorów | Cuenca     | 29–31 maja    | [ 17 ] |
| Mistrzostwa Ameryki Południowej          | Lima       | 12–14 czerwca | [ 18 ] |
| Mistrzostwa NACAC w wielobojach          | Ottawa     | 19–21 czerwca | [ 19 ] |
| Mistrzostwa NACAC                        | San José   | 7–9 sierpnia  | [ 20 ] |

#### Azja
| Zawody                               | Miejsce  | Data         | Źródło |
| ------------------------------------ | -------- | ------------ | ------ |
| Mistrzostwa Azji w chodzie sportowym | Nomi     | 15 marca     | [ 21 ] |
| Mistrzostwa Azji juniorów młodszych  | Doha     | 8–11 maja    | [ 22 ] |
| Mistrzostwa Azji                     | Wuhan    | 3–7 czerwca  | [ 23 ] |
| Igrzyska Azji Południowo–Wschodniej  | Singapur | 6–12 czerwca | [ 24 ] |

#### Europa
| Zawody                                     | Miejsce                                                                          | Data                | Źródło |
| ------------------------------------------ | -------------------------------------------------------------------------------- | ------------------- | ------ |
| Halowe mistrzostwa Europy                  | Praga                                                                            | 5–8 marca           | [ 25 ] |
| Drużynowe mistrzostwa Europy               | Czeboksary (Superliga) Heraklion (I liga) Stara Zagora (II liga) Baku (III liga) | 20–22 czerwca       | [ 26 ] |
| Młodzieżowe mistrzostwa Europy             | Tallinn                                                                          | 9–12 lipca          | [ 27 ] |
| Mistrzostwa Europy juniorów                | Eskilstuna                                                                       | 16–19 lipca         | [ 28 ] |
| Mistrzostwa Europy w biegach przełajowych  | Hyères                                                                           | 13 grudnia          | [ 29 ] |
| Zimowy puchar Europy w rzutach             | Leiria                                                                           | 14–15 marca         | [ 30 ] |
| Puchar Europy w biegu na 10 000 m          | Cagliari                                                                         | 6 czerwca           | [ 31 ] |
| Puchar Europy w chodzie sportowym          | Murcja                                                                           | 17 maja             | [ 32 ] |
| Puchar Europy w wielobojach                | Aubagne (Superliga) Inowrocław (I i II liga)                                     | 4–5 lipca           | [ 33 ] |
| Letni olimpijski festiwal młodzieży Europy | Tbilisi                                                                          | 27 lipca–1 sierpnia | [ 34 ] |
| Mistrzostwa Europy w biegach górskich      | Porto Moniz                                                                      | 4 lipca             | [ 35 ] |
| Igrzyska małych państw Europy              | Reykjavík                                                                        | 2–6 czerwca         |        |

## Mistrzostwa krajowe
| Kraj              | Zawody                                  | Miejsce | Data              | Źródło |
| ----------------- | --------------------------------------- | ------- | ----------------- | ------ |
| Polska            | Halowe mistrzostwa Polski               | Toruń   | 21–22 lutego      | [ 36 ] |
| Polska            | Mistrzostwa Polski juniorów młodszych   | Łódź    | 5–7 sierpnia      | [ 37 ] |
| Polska            | Mistrzostwa Polski                      | Kraków  | 19–21 lipca       | [ 38 ] |
| Stany Zjednoczone | Halowe mistrzostwa Stanów Zjednoczonych | Boston  | 27 lutego–1 marca | [ 39 ] |
| Stany Zjednoczone | Mistrzostwa Stanów Zjednoczonych        | Eugene  | 25–28 czerwca     | [ 40 ] |

## Rekordy

### Rekordy świata

#### Hala

##### Mężczyźni
| Konkurencja    | Zawodnik      | Reprezentacja   | Rezultat | Miejsce    | Data      |
| -------------- | ------------- | --------------- | -------- | ---------- | --------- |
| Bieg na 2 mile | Mohamed Farah | Wielka Brytania | 8:03,40  | Birmingham | 21 lutego |

##### Kobiety
| Konkurencja    | Zawodnik       | Reprezentacja | Rezultat | Miejsce   | Data      |
| -------------- | -------------- | ------------- | -------- | --------- | --------- |
| Bieg na 5000 m | Genzebe Dibaba | Etiopia       | 14:18,86 | Sztokholm | 19 lutego |
| Rzut dyskiem   | Shanice Craft  | Niemcy        | 62,07    | Berlin    | 14 lutego |

#### Stadion

##### Mężczyźni
| Konkurencja                     | Zawodnik                                                 | Reprezentacja     | Rezultat  | Miejsce    | Data        |
| ------------------------------- | -------------------------------------------------------- | ----------------- | --------- | ---------- | ----------- |
| Dziesięciobój                   | Ashton Eaton                                             | Stany Zjednoczone | 9045 pkt. | Pekin      | 29 sierpnia |
| Chód na 20 km                   | Yūsuke Suzuki                                            | Japonia           | 1:16:36   | Nomi       | 15 marca    |
| Sztafeta 4 × 110 m przez płotki | Jason Richardson Aleec Harris Aries Merritt David Oliver | Stany Zjednoczone | 52,94     | Des Moines | 25 kwietnia |

##### Kobiety
| Konkurencja                   | Zawodnik                | Reprezentacja | Rezultat | Miejsce      | Data       |
| ----------------------------- | ----------------------- | ------------- | -------- | ------------ | ---------- |
| Bieg na 1500 m                | Genzebe Dibaba          | Etiopia       | 3:50,07  | Monako       | 17 lipca   |
| Bieg na 15 km                 | Florence Jebet Kiplagat | Kenia         | 46:14+   | Barcelona    | 15 lutego  |
| Bieg na 20 km                 | Florence Jebet Kiplagat | Kenia         | 1:01:54+ | Barcelona    | 15 lutego  |
| Półmaraton                    | Florence Jebet Kiplagat | Kenia         | 1:05:09  | Barcelona    | 15 lutego  |
| Bieg na 2000 m z przeszkodami | Virginia Nyambura       | Kenia         | 6:02,16  | Berlin       | 6 września |
| Rzut młotem                   | Anita Włodarczyk        | Polska        | 81,08    | Władysławowo | 1 sierpnia |
| Chód na 20 km                 | Liu Hong                | Chiny         | 1:24:38  | A Coruña     | 6 czerwca  |

### Rekordy kontynentów

#### Afryka

##### Hala

###### Mężczyźni
| Konkurencja | Zawodnik | Reprezentacja | Rezultat | Miejsce | Data |
| ----------- | -------- | ------------- | -------- | ------- | ---- |

###### Kobiety
| Konkurencja    | Zawodnik       | Reprezentacja | Rezultat | Miejsce   | Data      |
| -------------- | -------------- | ------------- | -------- | --------- | --------- |
| Bieg na 5000 m | Genzebe Dibaba | Etiopia       | 14:18,86 | Sztokholm | 19 lutego |

##### Stadion

###### Mężczyźni
| Konkurencja    | Zawodnik          | Reprezentacja     | Rezultat  | Miejsce    | Data        |
| -------------- | ----------------- | ----------------- | --------- | ---------- | ----------- |
| Bieg na 300 m  | Wayde van Niekerk | Południowa Afryka | 31,63     | Birmingham | 7 czerwca   |
| Bieg na 400 m  | Wayde van Niekerk | Południowa Afryka | 43,48     | Pekin      | 26 sierpnia |
| Chód na 50 km  | Marc Mundell      | Południowa Afryka | 3:54:12   | Melbourne  | 12 grudnia  |
| Rzut oszczepem | Julius Yego       | Kenia             | 92,72     | Pekin      | 26 sierpnia |
| Dziesięciobój  | Larbi Bouraada    | Algieria          | 8461 pkt. | Pekin      | 29 sierpnia |

###### Kobiety
| Konkurencja                   | Zawodnik                                                      | Reprezentacja | Rezultat | Miejsce   | Data        |
| ----------------------------- | ------------------------------------------------------------- | ------------- | -------- | --------- | ----------- |
| Bieg na 300 m                 | Patience George                                               | Nigeria       | 37,25    | Abudża    | 14 marca    |
| Bieg na 1500 m                | Genzebe Dibaba                                                | Etiopia       | 3:50,07  | Monako    | 17 lipca    |
| Bieg na milę                  | Faith Kipyegon                                                | Kenia         | 4:16,71  | Bruksela  | 11 września |
| Bieg na 15 km                 | Florence Jebet Kiplagat                                       | Kenia         | 46:14+   | Barcelona | 15 lutego   |
| Bieg na 20 km                 | Florence Jebet Kiplagat                                       | Kenia         | 1:01:54+ | Barcelona | 15 lutego   |
| Półmaraton                    | Florence Jebet Kiplagat                                       | Kenia         | 1:05:09  | Barcelona | 15 lutego   |
| Bieg na 2000 m z przeszkodami | Virginia Nyambura                                             | Kenia         | 6:02,16  | Berlin    | 6 września  |
| Bieg na 3000 m z przeszkodami | Habiba Ghribi                                                 | Tunezja       | 9:05,36  | Bruksela  | 11 września |
| Sztafeta 4 × 200 m            | Blessing Okagbare Regina George Dominique Duncan Christy Udoh | Nigeria       | 1:30,52  | Nassau    | 2 maja      |

#### Ameryka Południowa

##### Hala

###### Mężczyźni
| Konkurencja | Zawodnik | Reprezentacja | Rezultat | Miejsce | Data |
| ----------- | -------- | ------------- | -------- | ------- | ---- |

###### Kobiety
| Konkurencja   | Zawodnik      | Reprezentacja | Rezultat | Miejsce | Data     |
| ------------- | ------------- | ------------- | -------- | ------- | -------- |
| Skok o tyczce | Fabiana Murer | Brazylia      | 4,83     | Nevers  | 7 lutego |

##### Stadion

###### Mężczyźni
| Konkurencja        | Zawodnik                                               | Reprezentacja | Rezultat | Miejsce    | Data        |
| ------------------ | ------------------------------------------------------ | ------------- | -------- | ---------- | ----------- |
| Skok o tyczce      | Thiago Braz                                            | Brazylia      | 5,92     | Baku       | 24 czerwca  |
| Sztafeta 4 × 200 m | Adam Harris Winston George Jeremy Bascom Stephan James | Gujana        | 1:24,42  | Filadelfia | 25 kwietnia |

###### Kobiety
| Konkurencja   | Zawodnik       | Reprezentacja | Rezultat | Miejsce | Data        |
| ------------- | -------------- | ------------- | -------- | ------- | ----------- |
| Bieg na 100 m | Ángela Tenorio | Ekwador       | 10,99    | Toronto | 22 lipca    |
| Skok o tyczce | Fabiana Murer  | Brazylia      | 4,85     | Pekin   | 26 sierpnia |

#### Ameryka Północna

##### Hala

###### Mężczyźni
| Konkurencja   | Zawodnik       | Reprezentacja     | Rezultat | Miejsce | Data    |
| ------------- | -------------- | ----------------- | -------- | ------- | ------- |
| Bieg na 600 m | Casimir Loxsom | Stany Zjednoczone | 1:15,33  | Boston  | 1 marca |
| Rzut dyskiem  | Tim Nedow      | Kanada            | 58,21    | Växjö   | 1 marca |

###### Kobiety
| Konkurencja    | Zawodnik         | Reprezentacja     | Rezultat | Miejsce | Data     |
| -------------- | ---------------- | ----------------- | -------- | ------- | -------- |
| Bieg na 2 mile | Jennifer Simpson | Stany Zjednoczone | 9:18,35  | Boston  | 7 lutego |

##### Stadion

###### Mężczyźni
| Konkurencja                     | Zawodnik                                                 | Reprezentacja     | Rezultat  | Miejsce    | Data        |
| ------------------------------- | -------------------------------------------------------- | ----------------- | --------- | ---------- | ----------- |
| Bieg na 3000 m z przeszkodami   | Evan Jager                                               | Stany Zjednoczone | 8:00,45   | Paryż      | 4 lipca     |
| Sztafeta 4 × 110 m przez płotki | Jason Richardson Aleec Harris Aries Merritt David Oliver | Stany Zjednoczone | 52,94     | Des Moines | 25 kwietnia |
| Trójskok                        | Christian Taylor                                         | Stany Zjednoczone | 18,21     | Pekin      | 27 sierpnia |
| Dziesięciobój                   | Ashton Eaton                                             | Stany Zjednoczone | 9045 pkt. | Pekin      | 29 sierpnia |

###### Kobiety
| Konkurencja    | Zawodnik        | Reprezentacja     | Rezultat | Miejsce | Data     |
| -------------- | --------------- | ----------------- | -------- | ------- | -------- |
| Bieg na 1500 m | Shannon Rowbury | Stany Zjednoczone | 3:56,29  | Monako  | 17 lipca |

#### Australia i Oceania

##### Hala

###### Mężczyźni
| Konkurencja | Zawodnik | Reprezentacja | Rezultat | Miejsce | Data |
| ----------- | -------- | ------------- | -------- | ------- | ---- |

###### Kobiety
| Konkurencja    | Zawodnik  | Reprezentacja | Rezultat | Miejsce | Data     |
| -------------- | --------- | ------------- | -------- | ------- | -------- |
| Bieg na 2000 m | Heidi See | Australia     | 5:43,82  | Boston  | 7 lutego |

##### Stadion

###### Mężczyźni
| Konkurencja    | Zawodnik       | Reprezentacja | Rezultat | Miejsce  | Data       |
| -------------- | -------------- | ------------- | -------- | -------- | ---------- |
| Bieg na 1500 m | Nick Willis    | Nowa Zelandia | 3:29,66  | Monako   | 17 lipca   |
| Półmaraton     | Zane Robertson | Nowa Zelandia | 59:47    | Marugame | 1 lutego   |
| Pchnięcie kulą | Tomas Walsh    | Nowa Zelandia | 21,62    | Zagrzeb  | 8 września |

###### Kobiety
| Konkurencja | Zawodnik | Reprezentacja | Rezultat | Miejsce | Data |
| ----------- | -------- | ------------- | -------- | ------- | ---- |

#### Azja

##### Hala

###### Mężczyźni
| Konkurencja    | Zawodnik           | Reprezentacja | Rezultat | Miejsce   | Data        |
| -------------- | ------------------ | ------------- | -------- | --------- | ----------- |
| Bieg na 400 m  | Abd al-Ilah Harun  | Katar         | 45,39    | Sztokholm | 19 lutego   |
| Bieg na 2 mile | Suguru Ōsako       | Japonia       | 8:16,47  | Nowy Jork | 31 stycznia |
| Skok wzwyż     | Mutazz Isa Barszim | Katar         | 2,41     | Athlone   | 18 lutego   |

###### Kobiety
| Konkurencja    | Zawodnik            | Reprezentacja                | Rezultat | Miejsce   | Data      |
| -------------- | ------------------- | ---------------------------- | -------- | --------- | --------- |
| Bieg na 5000 m | Alia Saeed Mohammed | Zjednoczone Emiraty Arabskie | 15:34,70 | Sztokholm | 19 lutego |

##### Stadion

###### Mężczyźni
| Konkurencja        | Zawodnik                                       | Reprezentacja    | Rezultat | Miejsce  | Data        |
| ------------------ | ---------------------------------------------- | ---------------- | -------- | -------- | ----------- |
| Bieg na 100 m      | Femi Ogunode                                   | Katar            | 9,91     | Wuhan    | 4 czerwca   |
| Bieg na 200 m      | Femi Ogunode                                   | Katar            | 19,97    | Bruksela | 11 września |
| Bieg na 400 m      | Youssef Masrahi                                | Arabia Saudyjska | 43,93    | Pekin    | 23 sierpnia |
| Chód na 20 km      | Yūsuke Suzuki                                  | Japonia          | 1:16:36  | Nomi     | 15 marca    |
| Sztafeta 4 × 100 m | Mo Youxue Xie Zhenye Su Bingtian Zhang Peimeng | Chiny            | 37,92    | Pekin    | 29 sierpnia |

###### Kobiety
| Konkurencja        | Zawodnik                                         | Reprezentacja | Rezultat | Miejsce  | Data        |
| ------------------ | ------------------------------------------------ | ------------- | -------- | -------- | ----------- |
| Chód na 20 km      | Liu Hong                                         | Chiny         | 1:24:38  | A Coruña | 6 czerwca   |
| Skok o tyczce      | Li Ling                                          | Chiny         | 4,66     | Wuhan    | 6 czerwca   |
| Rzut oszczepem     | Lü Huihui                                        | Chiny         | 66,13    | Pekin    | 30 sierpnia |
| Sztafeta 4 × 200 m | Yuan Qiqi Kong Lingwei Liang Xiaojing Lin Huijun | Chiny         | 1:34,89  | Nassau   | 2 maja      |

#### Europa

##### Hala

###### Mężczyźni
| Konkurencja        | Zawodnik                                                | Reprezentacja   | Rezultat | Miejsce    | Data      |
| ------------------ | ------------------------------------------------------- | --------------- | -------- | ---------- | --------- |
| Bieg na 2 mile     | Mohamed Farah                                           | Wielka Brytania | 8:03,40  | Birmingham | 21 lutego |
| Sztafeta 4 × 400 m | Julien Watrin Dylan Borlée Jonathan Borlée Kévin Borlée | Belgia          | 3:02,87  | Praga      | 8 marca   |

###### Kobiety
| Konkurencja  | Zawodnik      | Reprezentacja | Rezultat | Miejsce | Data      |
| ------------ | ------------- | ------------- | -------- | ------- | --------- |
| Rzut dyskiem | Shanice Craft | Niemcy        | 62,07    | Berlin  | 14 lutego |

##### Stadion

###### Mężczyźni
| Konkurencja    | Zawodnik      | Reprezentacja   | Rezultat | Miejsce    | Data     |
| -------------- | ------------- | --------------- | -------- | ---------- | -------- |
| Bieg na 100 m  | Jimmy Vicaut  | Francja         | 9,86     | Paryż      | 4 lipca  |
| Półmaraton     | Mohamed Farah | Wielka Brytania | 59:32    | Lizbona    | 22 marca |
| Chód na 5000 m | Tom Bosworth  | Wielka Brytania | 19:00,73 | Birmingham | 5 lipca  |
| Chód na 20 km  | Yohann Diniz  | Francja         | 1:17:02  | Arles      | 8 marca  |

###### Kobiety
| Konkurencja   | Zawodnik           | Reprezentacja | Rezultat | Miejsce      | Data        |
| ------------- | ------------------ | ------------- | -------- | ------------ | ----------- |
| Bieg na 200 m | Dafne Schippers    | Holandia      | 21,63    | Pekin        | 28 sierpnia |
| Chód na 20 km | Elmira Alembiekowa | Rosja         | 1:24:47  | Soczi        | 27 lutego   |
| Rzut młotem   | Anita Włodarczyk   | Polska        | 81,08    | Władysławowo | 1 sierpnia  |

## Nagrody

### Mężczyźni
| Plebiscyt                           | Zwycięzca         |
| ----------------------------------- | ----------------- |
| IAAF World Athlete of the Year      | Ashton Eaton      |
| Track & Field Athlete of the Year   | Ashton Eaton      |
| European Athlete of the Year Trophy | Greg Rutherford   |
| European Athletics Rising Star      | Konrad Bukowiecki |

### Kobiety
| Plebiscyt                           | Zwycięzca       |
| ----------------------------------- | --------------- |
| IAAF World Athlete of the Year      | Genzebe Dibaba  |
| Track & Field Athlete of the Year   | Genzebe Dibaba  |
| European Athlete of the Year Trophy | Dafne Schippers |
| European Athletics Rising Star      | Noemi Zbären    |

## Tabele światowe

### Sezon halowy

#### Mężczyźni
| Konkurencja               | Rezultat  | Zawodnik                   |
| ------------------------- | --------- | -------------------------- |
| Bieg na 60 m              | 6,47      | Kim Collins                |
| Bieg na 200 m             | 20,19     | Trayvon Bromell            |
| Bieg na 400 m             | 45,27     | Pavel Maslák               |
| Bieg na 800 m             | 1:45,48   | Musaeb Abdulrahman Balla   |
| Bieg na 1000 m            | 2:17,00   | Matthew Centrowitz         |
| Bieg na 1500 m            | 3:34,13   | Homiyu Tesfaye             |
| Bieg na milę              | 3:51,35   | Matthew Centrowitz         |
| Bieg na 3000 m            | 7:33,1h+  | Mohamed Farah              |
| Bieg na 5000 m            | 13:27,53  | Arne Gabius                |
| Bieg na 60 m przez płotki | 7,45      | Orlando Ortega Omar McLeod |
| Chód na 5000 m            | 18:16,76  | Yohann Diniz               |
| Skok wzwyż                | 2,41      | Mutazz Isa Barszim         |
| Skok o tyczce             | 6,04      | Renaud Lavillenie          |
| Skok w dal                | 8,30      | Michel Tornéus             |
| Trójskok                  | 17,37     | Marquis Dendy              |
| Pchnięcie kulą            | 21,80     | Ryan Whiting               |
| Rzut ciężarkiem           | 25,58     | Michael Lihrman            |
| Siedmiobój                | 6353 pkt. | Ilja Szkurieniow           |

#### Kobiety
| Konkurencja               | Rezultat  | Zawodnik                        |
| ------------------------- | --------- | ------------------------------- |
| Bieg na 60 m              | 7,05      | Murielle Ahouré Dafne Schippers |
| Bieg na 200 m             | 22,52     | Jenna Prandini                  |
| Bieg na 400 m             | 51,12     | Courtney Okolo                  |
| Bieg na 800 m             | 1:59,21   | Jennifer Meadows                |
| Bieg na 1000 m            | 2:37,86   | Treniere Moser                  |
| Bieg na 1500 m            | 4:00,46   | Sifan Hassan                    |
| Bieg na milę              | 4:22,66   | Shannon Rowbury                 |
| Bieg na 3000 m            | 8:37,22+  | Genzebe Dibaba                  |
| Bieg na 5000 m            | 14:18,86  | Genzebe Dibaba                  |
| Bieg na 60 m przez płotki | 7,78      | Sharika Nelvis                  |
| Chód na 3000 m            | 12:05,68  | Antonella Palmisano             |
| Skok wzwyż                | 2,02      | Kamila Lićwinko                 |
| Skok o tyczce             | 4,83      | Fabiana Murer                   |
| Skok w dal                | 6,99      | Christabel Nettey               |
| Trójskok                  | 14,69     | Jekatierina Koniewa             |
| Pchnięcie kulą            | 19,45     | Michelle Carter                 |
| Rzut ciężarkiem           | 23,69     | Jeneva Stevens                  |
| Pięciobój                 | 5000 pkt. | Katarina Johnson-Thompson       |

### Sezon letni

#### Mężczyźni
| Konkurencja                   | Rezultat  | Zawodnik           |
| ----------------------------- | --------- | ------------------ |
| Bieg na 100 m                 | 9,74      | Justin Gatlin      |
| Bieg na 200 m                 | 19,55     | Usain Bolt         |
| Bieg na 400 m                 | 43,48     | Wayde van Niekerk  |
| Bieg na 800 m                 | 1:42,51   | Amel Tuka          |
| Bieg na 1000 m                | 2:13,08   | Taoufik Makhloufi  |
| Bieg na 1500 m                | 3:26,69   | Asbel Kiprop       |
| Bieg na milę                  | 3:51,10   | Ayanleh Souleiman  |
| Bieg na 3000 m                | 7:34,66   | Mohamed Farah      |
| Bieg na 5000 m                | 12:53,98  | Yomif Kejelcha     |
| Bieg na 10 000 m              | 26:50,97  | Mohamed Farah      |
| Bieg na 10 km                 | 27:30     | Stephen Sambu      |
| Półmaraton                    | 59:10     | Abraham Cheroben   |
| Maraton                       | 2:04:00   | Eliud Kipchoge     |
| Bieg na 3000 m z przeszkodami | 7:58,83   | Jairus Kipchoge    |
| Bieg na 110 m przez płotki    | 12,94     | Orlando Ortega     |
| Bieg na 400 m przez płotki    | 47,79     | Nicholas Bett      |
| Chód na 20 km                 | 1:16:36   | Yūsuke Suzuki      |
| Chód na 50 km                 | 3:34:38   | Matej Tóth         |
| Skok wzwyż                    | 2,41      | Mutazz Isa Barszim |
| Skok o tyczce                 | 6,05      | Renaud Lavillenie  |
| Skok w dal                    | 8,52      | Jeff Henderson     |
| Trójskok                      | 18,21     | Christian Taylor   |
| Pchnięcie kulą                | 22,56     | Joe Kovacs         |
| Rzut dyskiem                  | 68,29     | Piotr Małachowski  |
| Rzut młotem                   | 83,93     | Paweł Fajdek       |
| Rzut oszczepem                | 92,72     | Julius Yego        |
| Dziesięciobój                 | 9045 pkt. | Ashton Eaton       |

#### Kobiety
| Konkurencja                   | Rezultat  | Zawodnik                |
| ----------------------------- | --------- | ----------------------- |
| Bieg na 100 m                 | 10,74     | Shelly-Ann Fraser-Pryce |
| Bieg na 200 m                 | 21,63     | Dafne Schippers         |
| Bieg na 400 m                 | 49,26     | Allyson Felix           |
| Bieg na 800 m                 | 1:56,99   | Eunice Sum              |
| Bieg na 1000 m                | 2:34,68   | Sifan Hassan            |
| Bieg na 1500 m                | 3:50,07   | Genzebe Dibaba          |
| Bieg na milę                  | 4:16,71   | Faith Kipyegon          |
| Bieg na 3000 m                | 8:22,22   | Almaz Ayana             |
| Bieg na 5000 m                | 14:14,32  | Almaz Ayana             |
| Bieg na 10 000 m              | 30:49,68  | Gelete Burka            |
| Bieg na 10 km                 | 30:41     | Gladys Chesire          |
| Półmaraton                    | 65:09     | Florence Jebet Kiplagat |
| Maraton                       | 2:19:25   | Gladys Cherono          |
| Bieg na 3000 m z przeszkodami | 9:05,36   | Habiba Ghribi           |
| Bieg na 100 m przez płotki    | 12,34     | Sharika Nelvis          |
| Bieg na 400 m przez płotki    | 53,50     | Zuzana Hejnová          |
| Chód na 20 km                 | 1:24:38   | Liu Hong                |
| Skok wzwyż                    | 2,03      | Anna Cziczerowa         |
| Skok o tyczce                 | 4,91      | Yarisley Silva          |
| Skok w dal                    | 7,14      | Tianna Bartoletta       |
| Trójskok                      | 15,04     | Jekatierina Koniewa     |
| Pchnięcie kulą                | 20,77     | Christina Schwanitz     |
| Rzut dyskiem                  | 70,65     | Denia Caballero         |
| Rzut młotem                   | 81,08     | Anita Włodarczyk        |
| Rzut oszczepem                | 67,69     | Katharina Molitor       |
| Siedmiobój                    | 6808 pkt. | Brianne Theisen-Eaton   |

## Zgony
| Imię i nazwisko | Wiek | Data śmierci | Źródło |
| --------------- | ---- | ------------ | ------ |

## Koniec kariery
| Imię i nazwisko | Wiek | Źródło |
| --------------- | ---- | ------ |